# ドラゴンクエスト チャンピオンズ
『ドラゴンクエスト チャンピオンズ』 （DRAGON QUEST CHAMPIONS）は、コーエーテクモゲームスのオメガフォースが開発しスクウェア・エニックスより配信されたスマートフォン・タブレット端末用ゲームアプリ。サービス期間は2023年6月13日 - 2024年7月30日。基本プレイ無料（アイテム課金制）。ジャンルは「乱戦コマンドバトルRPG」で、ドラゴンクエストシリーズでは初のバトルロイヤルゲームとなる。略称は「DQチャンプ」。

## ゲーム内容
「ソロでも遊べる乱戦ドラクエ」を謳っており、「勇者武闘大会」を制し、真の勇者を目指すのがコンセプト。戦闘では、プレイヤーは3人1組のチームを操作する。そして、モンスターや他のチームとの1対1のバトルだけでなく、他のプレイヤーが介入して三つ巴の大乱闘が繰り広げられる。ドラクエシリーズでお馴染みの「コマンドバトル」であるため、アクションやテクニカルな操作が不得意でも、簡単にバトルを楽しむことができる。

## ストーリー
ナンバリングタイトルの本編とは結びついておらず、本作だけのオリジナルストーリーが展開される。
かつて世界征服を目論んだ魔王は、勇者とその仲間たちによって打ち倒された。時が流れ、平和が続く世界では、伝説の勇者が遺した「勇者武闘大会」が広く親しまれていた。そんな中、ある若者が大会への参加を目指し、旅立つ。幼い頃に父から聞いた「すべての勇者武闘大会を制覇した者こそが真の勇者である」という言葉を胸に、彼は新たな冒険へと挑むことになる。

## 登場人物
主人公（デフォルト名なし）
本作の主人公。勇者を志す冒険者。行方不明の父親を探すため、「勇者武闘大会」に参加する。
エルミア
声 - 伊藤美来
主人公と冒険を共にする、自称マネージャー。
ホミット
声 - 小原好美
ホイミスライムの案内人。
ゼラム
声 - 大塚剛央
主人公のライバル。
ドラリン
声 - 武内駿輔
「勇者武闘大会」の実況アナウンサー。

## 職業・スキル
サービス開始時点で、戦士・武闘家・盗賊・僧侶・魔法使いの職業が登場している。職業によってスキルが異なり、スキルはレベルアップによって解放されていく。

## 評価
ドラクエシリーズのファンの間では、2021年7月にサービス終了した『ドラゴンクエスト ライバルズ エース』に代わる新しいシリーズのスマホゲームとして話題となった一方で、その概要が発表された途端に「これじゃない」という意見（元々ドラクエはモンスターや魔王と戦うゲームであり対人戦のイメージがあまりなかった）が散見されるという状況になった。
しかしβテストに参加したユーザーのおよそ6割が「ゲームの内容に満足」「リリースされたらプレイする」と回答し、発表時の界隈の反応とは異なる実情が明らかとなった。実際のインプレッションは、前評判ほど悪くないとスクウェア・エニックスはβテスト後に発表した。
またβテスト体験会におけるコミュニティの反応を受け、改善が施された点も多くあり、開発・運営のファンコミュニティに寄り添おうとする姿勢が見て取れ、「想定外の不評」というある種の強制力が存在していたものの、「シリーズファンの気持ちはないがしろにしない」という強い意志が宿った対応だとリアルサウンドテックの結木千尋は評している。
2023年8月22日、スクウェア・エニックスは累計300万ダウンロードを突破したと発表した。